# The Spirit of Ukko
The Spirit of Ukko è il primo album del gruppo musicale finlandese power metal Kiuas, pubblicato nel 2005. Tutte le tracce dell'album sono state composte da Mikko Salovaara tranne No More Sleep For Me, scritta da Ilja Jalkanen. La versione giapponese dell'album contiene anche la bonus track Winter in June.
Ukko è il nome la massima divinità dell'antica religione finlandese.

## Tracce
1. The Spirit of Ukko – 5:52
2. On Winds of Death We Ride – 4:20
3. No More Sleep for Me – 4:06
4. Warrior Soul – 5:48
5. Until We Reach the Shore – 4:27
6. Across the Snows – 5:59
7. Thorns of a Black Rose – 4:49
8. And the North Star Cried – 6:59

## Formazione
- Ilja Jalkanen - voce
- Mikko Salovaara - chitarra
- Atte Tanskanen - tastiere
- Teemu Tuominen - basso
- Markku Näreneva - batteria

### Altri musicisti
- Karo Tiuraniemi – violino
- Laura Airola - violino
- Suvi Oskala - viola
- Essi Toivonen – violoncello